# Unciger transsilvanicus
Unciger transsilvanicus är en mångfotingart som först beskrevs av Karl Wilhelm Verhoeff 1899.  Unciger transsilvanicus ingår i släktet Unciger och familjen kejsardubbelfotingar. Inga underarter finns listade i Catalogue of Life.